# مارسيل باربو (سياسي)
مارسيل باربو (بالفرنسية: Marcel Barbu)‏ هو سياسي فرنسي، ولد في 17 أكتوبر 1907 في نانتير في فرنسا، وتوفي في 7 نوفمبر 1984 في باريس في فرنسا. انتخب نائب فرنسي.